# Darkness Visible: A Memoir of Madness
Darkness Visible: A Memoir of Madness, auf Deutsch erschienen unter dem Titel Sturz in die Nacht: Die Geschichte einer Depression, ist ein autobiographisches Werk des amerikanischen Schriftstellers William Styron (1925–2006). Styron schildert darin eine Phase seines Lebens, in der er an einer suizidalen Depression litt.
Es erschien erstmals im Dezember 1989 in der Zeitschrift Vanity Fair; für diesen Beitrag wurde Styron 1990 der National Magazine Award für den besten Essay des Jahres zugesprochen. 1990 erschien Darkness Visible in etwas erweiterter Form als Buch, verkaufte sich millionenfach und wurde in mehr als zwanzig Sprachen übersetzt. Der Text wurde nicht nur zu einem modernen Klassiker der amerikanischen Literatur, sondern wird auch häufiger in der psychiatrischen Literatur zitiert sowie in der psychotherapeutischen Ausbildung und Praxis eingesetzt.

Vincent van Goghs Sternennacht, 1889.
„Die manisch kreisenden Sterne van Goghs sind Hinweise auf den Sturz des Künstlers in Wahnsinn und Selbstauslöschung“, so Styron.

## Inhalt
Styrons Bericht umfasst einen Zeitraum von etwa einem halben Jahr. Er beginnt im Sommer 1985, als Styron in Paris weilt, um den Prix mondial Cino Del Duca entgegenzunehmen. Schon Monate zuvor hat er erste Anzeichen seiner Depression wahrgenommen, aber verdrängt oder verleugnet, doch nun verschlechtert sich sein Geisteszustand rapide. Als sein Taxi zufällig an dem Hotel vorbeifährt, in dem er Jahrzehnte zuvor seine erste Nacht in Paris verbracht hatte, überkommt ihn plötzlich ein Gefühl der Todesgewissheit, seine Gedanken kreisen auch um seinen Freund Romain Gary, der sich 1980 in Paris das Leben genommen hatte, ebenso wie ein Jahr zuvor dessen Frau Jean Seberg. Die Dankesrede bei der Verleihungszeremonie bringt er noch über die Bühne, doch beim abendlichen Diner mit der Mäzenatin Simone Del Duca und mehreren Mitgliedern der Académie française verliert er nicht nur den Scheck über das Preisgeld, sondern auch vollends die Selbstkontrolle: „Ich hatte keinen Appetit auf den großartigen plateau de fruits de mer, der mir vorgesetzt wurde, ich konnte mir nicht einmal ein verbindliches Lachen abringen, und schließlich verlor ich auch noch vollständig die Fähigkeit zu sprechen. In diesem Stadium sorgte die grimmige Innerlichkeit des Schmerzes für eine ungeheure Verstörung, die mich daran hinderte, Worte anders als mit einem heiseren Murmeln hervorzubringen; ich merkte, wie meine Augen glasig wurden, wie ich nur noch einzelne Silben hervorstieß, und ich merkte auch, wie meine französischen Freunde peinlich berührt auf meinen Zustand aufmerksam wurden.“
Nach seiner Rückkehr nach Neuengland begibt er sich bei einem Psychiater in Behandlung, doch trotz oder gerade wegen der verschriebenen Psychopharmaka verfinstert sich sein Gemüt immer mehr, der Gedanke an den Suizid verlässt ihn bald nicht mehr: Er betrachtet „die Dachsparren auf dem Boden (und draußen ein oder zwei Ahornbäume), um mich aufzuhängen; die Garage ein Ort, um dort Kohlenmonoxyd einzuatmen; die Badewanne ein Gefäß, in welches das aus meinen geöffneten Arterien strömende Blut lief. Die Küchenmesser in den verschiedenen Schubladen hatten für mich nur noch eine einzige Funktion. Tod durch Herzanfall schien mir besonders willkommen, da er mich von eigener Verantwortung befreit hätte. Ich hatte auch mit der Idee geliebäugelt, mir absichtlich eine Lungenentzündung zuzuziehen – ein langer, verkühlender Spaziergang in Hemdsärmeln durch den regennassen Wald.“ Mehrfach scheitert er bei dem Versuch, einen würdigen Abschiedsbrief zu verfassen. Als er eines Abends im Dezember dann tatsächlich beginnt, Vorkehrungen für seinen Freitod zu treffen – er vernichtet seine Notizbücher, die die Nachwelt nicht zu sehen bekommen soll –, wird ihm, als plötzlich Brahms’ Alt-Rhapsodie aus dem Fernseher schallt, seine tödliche Zwangslage bewusst. Mit seinem „letzten Funken Gesundheit“ weckt er seine Frau und lässt sich ins Krankenhaus einliefern, wo er endlich Ruhe findet und den langen Prozess seiner Heilung beginnt.
Darüber hinaus sinniert Styron in zahlreichen Exkursen über das Wesen der Depression, ihre verschiedenen Bezeichnungen, Erscheinungsformen und ihre Darstellung in der Literatur- und Kunstgeschichte. Rückblickend findet er in seiner Lebensgeschichte und seinem literarischen Werk viele Hinweise, dass sich die Krankheit schon seit langem angekündigt habe. Als den Grund für seine pathologische Disposition macht er – in Einklang mit einem entsprechenden psychodynamischen Erklärungsansatz – die „unvollkommene Trauerarbeit“ nach dem für ihn traumatischen frühen Tod seiner Mutter aus, als akuten Auslöser seine recht abrupte Entwöhnung vom Alkohol im Juni 1985 sowie seine Medikation mit Halcion.

## Entstehung
In den ersten beiden Jahren nach seinem Suizidversuch trug sich Styron mit dem Gedanken, seine Erfahrungen in fiktionaler Form zu verarbeiten. Entsprechend seiner Überzeugung, dass die verdrängte Auseinandersetzung mit dem Tod seiner Mutter ursächlich für seine Depressionen war, widmete er sich zunächst diesem Aspekt seines Leidens. Aus dieser Trauerarbeit ging die stark autobiographisch geprägte Kurzgeschichte A Tidewater Morning (erschienen 1987) hervor. Anschließend begann er mit einem Roman, der den Verlauf seiner Krankheit widerspiegeln sollte, gab dieses Unterfangen aber nach einigen Monaten auf. Den Entschluss, seine persönlichen Erfahrungen mit Depressionen in nicht fiktionalisierter Form öffentlich zu machen, fasste er 1988, auch als Antwort auf die öffentliche Reaktion auf den Freitod des italienischen Schriftstellers und Holocaustüberlebenden Primo Levi im April 1987. Im November 1988 las Styron in der New York Times einen Bericht über ein an der New York University veranstaltetes Symposium zu Leben und Werk Levis. Die Zeitung berichtete, dass viele der Anwesenden ihr Unverständnis darüber geäußert hätten, dass jemand, der Auschwitz überlebt hatte, sich von vergleichsweise banalen Alltagssorgen in eine solche Verzweiflung treiben lassen sollte, manche sahen sogar Levis Werk diskreditiert, das immer wieder den Lebenswillen im Angesicht des massenhaften Sterbens thematisiert hatte. Styron empörte sich dermaßen über die Unterstellung, dass Levis Suizid ein Charakterfehler oder Ausdruck mangelnder moralischer Standfestigkeit sei, dass er eine Replik zu schreiben begann. Sein Artikel, betitelt Primo Levi Need Not Have Died, erschien am 19. Dezember, ebenfalls in der New York Times. Darin geißelte er die allgemeine Ignoranz über das Wesen einer Depression und führte seine eigene Heilung als Beweis an, dass sie in vielen Fällen mit ärztlicher Hilfe geheilt werden könne.
Nach der Veröffentlichung erhielt er unerwartet zahlreiche Zuschriften, die ihm für seinen Beitrag dankten. Der enorme Zuspruch bestärkte ihn in seinem Willen, die öffentliche Aufklärung zum Thema voranzutreiben. Im Mai 1989 verlas er eine erste Fassung von Darkness Visible auf einem Symposium des Fachbereichs für Psychiatrie der Johns Hopkins University und nahm kurz darauf an der ersten Sitzung der neu gegründeten American Suicide Foundation in New York teil. Dort wurde die Publizistin Tina Brown auf ihn aufmerksam. Sie überzeugte ihn, seinen Vortrag zu überarbeiten und als Essay in der Dezemberausgabe von Vanity Fair zu veröffentlichen. Die Resonanz war wiederum enorm: Styron erhielt in den nächsten Wochen tausende Leserbriefe, aus denen er unter anderem erfuhr, dass sein Essay sich wie ein Kettenbrief verbreitet und nicht wenige seiner Leser in Fotokopien aus vierter oder fünfter Hand erreicht hatte. Angesichts der großen Nachfrage, aber auch, um das Werk in einer dauerhafteren Form zugänglich zu machen, entschied sich Styron, den nur rund 15.000 Wörter langen Text in Buchform zu veröffentlichen und um einige Passagen zu ergänzen, die er beim Magazinabdruck aus Platzgründen hatte streichen müssen, insbesondere diejenigen über die Ereignisse in Paris, die in der Buchfassung die Einleitung darstellen. Im August 1990 erschien dann die vollständige Fassung, redigiert von Styrons langjährigem Lektor Robert Loomis, als Buch im Verlag Random House.

## Themen und Motive

### Die Grenzen der Sprache

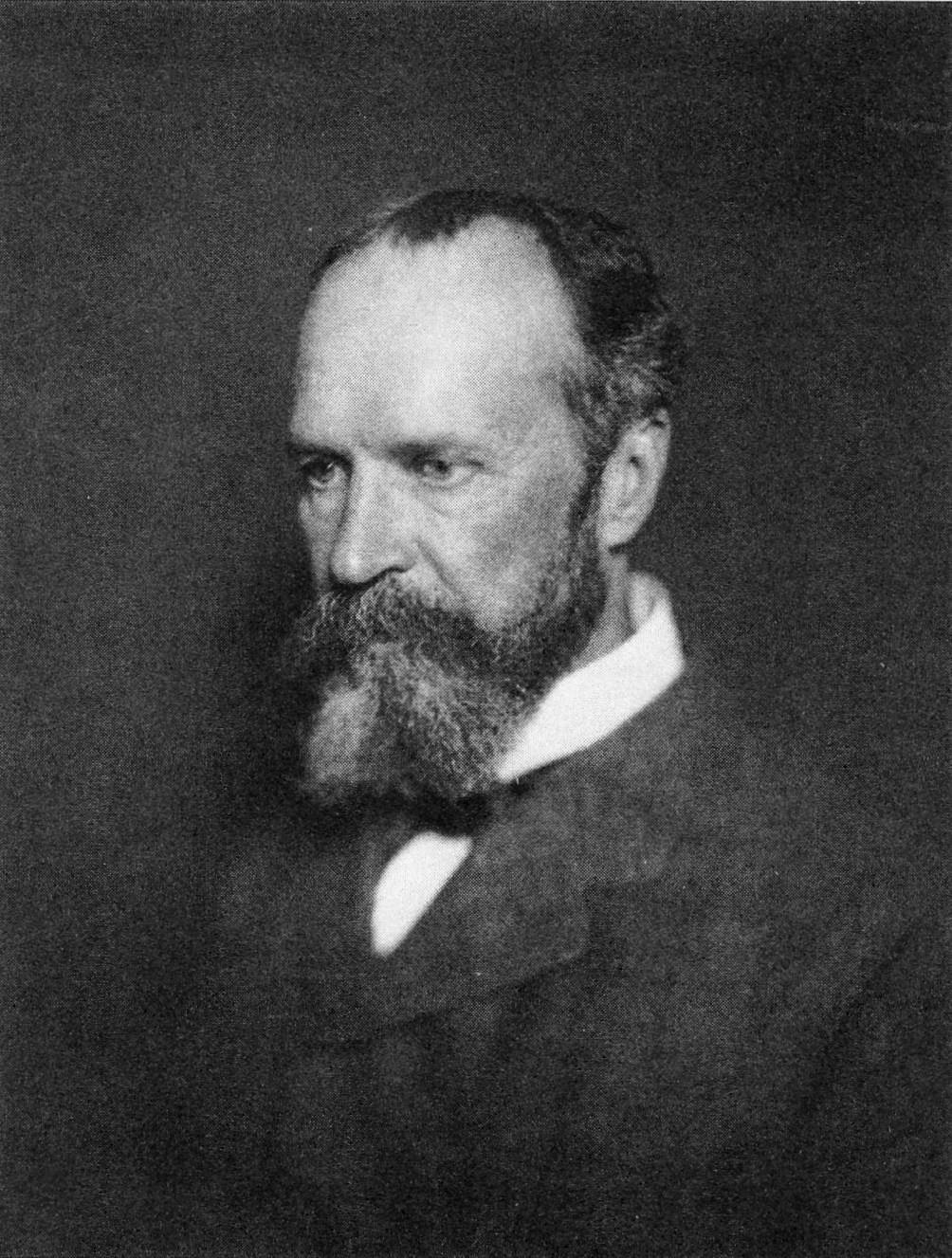
William James um 1890

Styrons Anliegen ist es, einer breiten Öffentlichkeit zu erklären, wie sich eine Depression für den Betroffenen darstellt. Wie er selbst einräumt, ist dies ein paradoxes Unterfangen:

„Depression ist eine Störung des Gefühlslebens, die so geheimnisvoll schmerzhaft ist und durch die Art und Weise, wie sie das Selbst – der vermittelnde Intellekt – erfährt, so schwer fassbar, dass sie sich beinahe jeder Beschreibung entzieht. Deshalb bleibt sie denen, die sie in ihrer extremen Form nicht erlebt haben, nahezu unverständlich […]“

Selbst William James, einer der Begründer der modernen Psychologie und selbst von einer schweren Depression betroffen, habe die Suche nach einem passenden Bild schließlich aufgegeben, in The Varieties of Religious Experience (1902, dt. „Die Vielfalt religiöser Erfahrung“) schrieb er, man habe sich „eine Art psychische Neuralgie, wie sie im normalen Leben gänzlich unbekannt ist,“ vorzustellen. Die Schwierigkeit des Depressiven, sein inneres Erleben zu verbalisieren, stellt auch in der klinischen Praxis ein grundlegendes Problem dar, erschwert oft eine präzise Diagnose und die Wahl einer angemessenen Therapie. Dass Styrons Text offenbar mindestens eine Annäherung an dieses Unsagbare gelungen ist und zahlreiche Leser darin ihre eigenen Erfahrungen wiedererkannten, macht ihn für Psychologie und Psychiatrie interessant; viele der vorliegenden Arbeiten zur sprachlichen Gestaltung von Darkness Visible wurden deshalb von Vertretern dieser Fächer verfasst. Ihr Forschungszweck ist zum einen die Verbesserung der Kommunikation zwischen Patient und Therapeut in der Gesprächstherapie, zum anderen die Öffentlichkeitsarbeit zur gesundheitlichen Aufklärung der Bevölkerung.
In einem allgemeineren Sinn sind die Grenzen der Sprache ein Problem der Erkenntnistheorie, in einem sehr unmittelbaren Sinn aber auch der Literatur. Styron selbst hat sie in seinem Werk in noch einem anderen Zusammenhang prominent thematisiert: In seinem 1979 erschienenen und seinerzeit sehr umstrittenen Roman Sophie’s Choice über den Holocaust in Polen stellt er immer wieder die Frage, ob es überhaupt eine angemessene Sprache für die Grauen der Konzentrationslager geben könne; Styrons theoretischer Bezugstext ist dabei George Steiners Language and Silence (1967, dt. „Sprache und Schweigen. Essays über Sprache, Literatur und das Unmenschliche“). Der Versuch, das Unbeschreibliche, die „Hölle“ zu beschreiben, stellt sich ihm hier ganz wie in Darkness Visible als moralischer Imperativ dar; 2002 sagte er in seiner Dankesrede für den Witness to Justice Award der Stiftung für das Jüdische Zentrum in Auschwitz: „Es wäre ein schweres Pflichtversäumnis, das auferlegte Schweigen nicht zu brechen, und das Wissen um diese Hölle nicht für die kommenden Generationen zu bewahren, so unvollkommen die Darstellung auch sein mag.“

### Symptomatik und Metaphorik

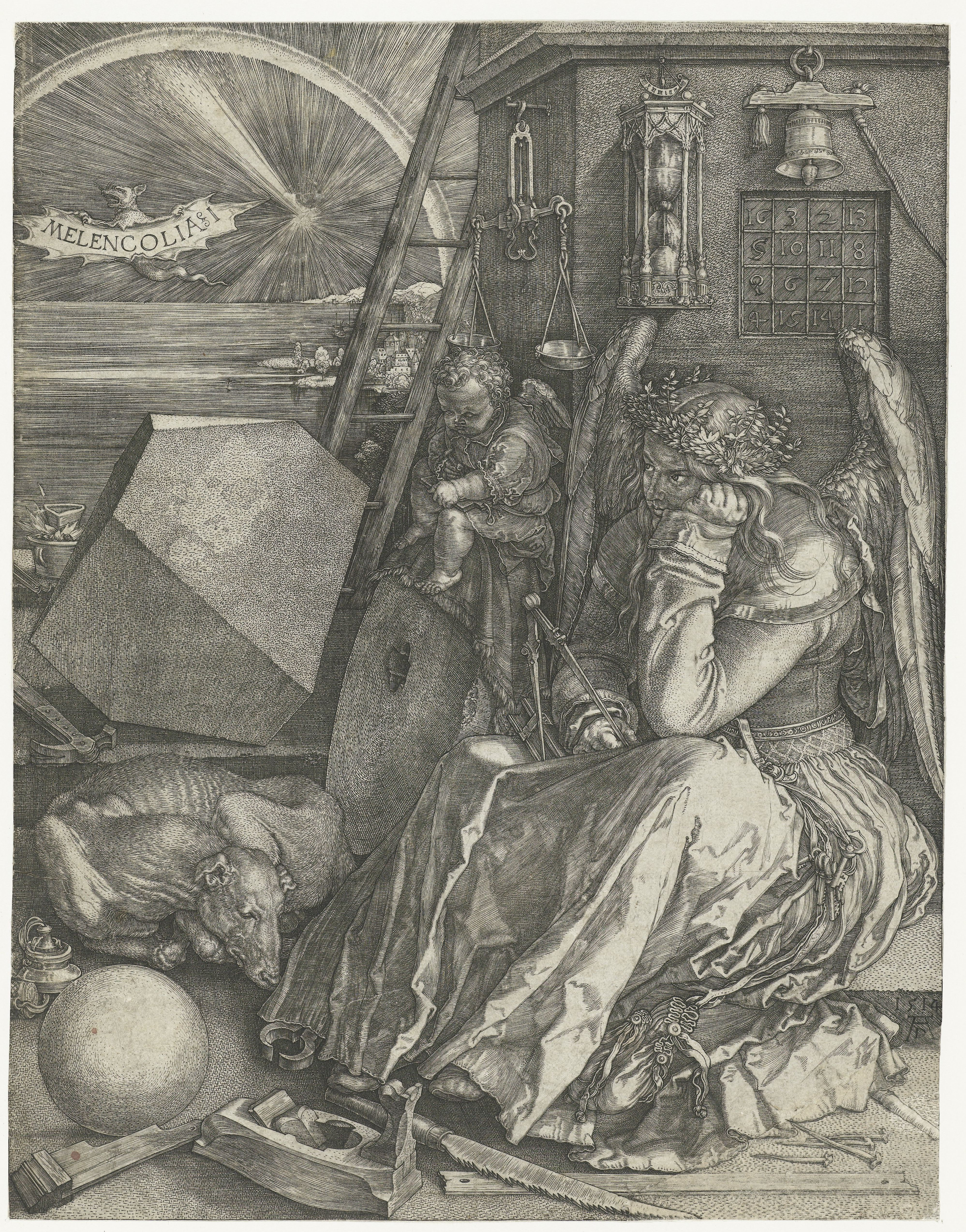
Melencolia I, Stich von Albrecht Dürer, 1514.

Im Mittelpunkt gerade der von Psychologen verfassten Analysen stehen die zahlreichen Metaphern, mit denen Darkness Visible die Symptome des Leidens anschaulich macht. Die Metapher als eine Form uneigentlichen Sprechens, die besonders bedeutungsoffen und auslegungsbedürftig ist, unterscheidet sich dabei grundsätzlich von der medizinischen Nomenklatur, die gerade auf Eindeutigkeit zielt, doch liegt auch der Bezeichnung „Depression“ eine Metapher zugrunde (sprachlich gesehen handelt es sich um eine Katachrese). Sie wurde erst im 20. Jahrhundert von dem in den USA lehrenden Schweizer Psychiater Adolf Meyer geprägt – Styron zufolge eine denkbar unglückliche Wahl und womöglich Meyers mangelndem Gespür für die Feinheiten der englischen Sprache geschuldet. „Depression,“ das im Englischen auch etwas so Banales wie eine Bodensenke bezeichnet, erscheint ihm vollkommen unangemessen, eine abgeschmackte „billige Worthülse“. Für Styron ist dies nicht nur eine Frage der Ästhetik, vielmehr habe Meyer mit seiner Begriffsprägung die landläufigen Vorstellungen über dieses Leiden nachhaltig verfälscht. Der ältere Begriff Melancholie (griechisch μελαγ-χολία, also ‚Schwarzgalligkeit‘) erscheint Styron noch immer passender, auch ein „brutales, altmodisches Wort“ wie Wahnsinn (englisch madness), denn es sollte, so Styron, „keinen Zweifel daran geben, dass Depression in ihrer schlimmsten Ausprägung nichts anderes ist als Wahnsinn.“ Am besten aber wäre ein neuer, „wirklich prägnanter Begriff.“ Wenn das Wort nicht schon besetzt wäre, würde er selbst für „Brainstorm“ plädieren, denn eine Depression ähnele am ehesten „einem ausgewachsenen tobenden Orkan im Gehirn.“ Wettermetaphern greift er immer wieder auf, oft in Verbindung mit Licht bzw. Dunkelheit: „Zwar ist es ein Orkan, aber einer aus Düsternis. Die verlangsamten Reaktionen zeigen sich bald, eine Lähmung fast, die psychische Energie ist beinahe vollständig gedrosselt. Zuletzt ist auch der Körper betroffen, fühlt sich geschwächt, ausgelaugt.“ An anderer Stelle schreibt Styron, dass er in seinem Kopf „ein Gefühl verspürte, das nahe am Schmerz und dabei doch unbeschreiblich anders war […] Für mich verbindet sich der Schmerz am ehesten mit Ertrinken oder Ersticken – doch selbst diese Vergleiche sind ungenau.“ Er spürt einen Schmerz, der sich aber nicht wie körperliche Gebrechen einem Ort zuordnen lässt: 

„Ich hatte erkannt, dass auf geheimnisvolle Weise, die überhaupt nichts mit der Alltagserfahrung zu tun hatte, das Nieseln des Schreckens, das die Depression hervorruft, die Form körperlicher Schmerzen annehmen kann. Doch handelt es sich nicht um einen unmittelbaren identifizierbaren Schmerz wie etwa bei einem Knochenbruch. Es träfe den Sachverhalt genauer, wenn man sagte, durch einen bösartigen Trick, den die im kranken Gehirn mitwohnende Psyche diesem spielt, gleicht die Verzweiflung dem diabolischen Unbehagen, das man empfindet, wenn man in einem grässlich überheizten Zimmer eingeschlossen ist. Und weil kein Lufthauch lindernd in den Hexenkessel dringt, weil es keinen Ausweg aus diesem erstickenden Gefängnis gibt, ist es nur natürlich, wenn das Opfer unablässig über die Bewusstlosigkeit nachzudenken beginnt.“

Styrons Verwirrung ergibt sich aus der hergebrachten Unterscheidung zwischen physischem und psychischem Schmerz, die in den jüngeren Neurowissenschaften zunehmend in Frage gestellt wird. Noch weitere Male vergleicht er seine Hilflosigkeit mit der eines Erstickenden oder Ertrinkenden, an anderer Stelle schreibt er, dass „die Störung meinen Organismus allmählich ganz und gar in Besitz nahm, merkte ich auch, dass mein Verstand einer jener veralteten Telefonanlagen in kleinen Orten glich, die von einer Flut überschwemmt werden: Eines nach dem anderen gingen die Netzwerke unter und führten dazu, dass einige Körper- und fast alle instinktiven und intellektuellen Funktionen sich langsam abschalteten.“ Die Vorstellung, dass es eine fremde, feindselige Macht ist, die Körper und Seele überwältigt, machte der israelische Psychiater Israel Orbach als hervorstechendstes Charakteristikum der Beschreibungen der Depression bei Styron aus.
Wie Orbach ein Jahr zuvor unterzog eine Gruppe amerikanischer Psychologen Darkness Visible 2004 einer empirischen Inhaltsanalyse. Die Forscher zählten auf 84 Seiten insgesamt 1.383 Metaphern, von denen mehr als die Hälfte auf die Beschreibung der Depression entfielen. Styrons Metaphernsystem deuteten sie als „konsistent“, also in sich schlüssig und widerspruchsfrei, und im Sinne der Theorie der sozialen Repräsentation als „extern valide“. Mit anderen Worten findet Styron nicht etwa vollkommen neuartige, idiosynkratische oder verfremdende Ausdrücke (eine vor allem der Lyrik eigene Strategie), sondern nutzt eine allgemeinverständliche Sprache und vor allem Bilder, die in der westlichen Kultur schon seit langem zur Beschreibung „finsterer“ Gemütszustände verwendet werden, also Stereotypen. Dieser Befund ist zweischneidig: Einerseits erklärt er, warum Darkness Visible so viele Leser ansprach, andererseits aber auch die vernichtende Rezension von Al Alvarez, der 1972 mit The Savage God (dt. „Der grausame Gott“) eine heute klassische Studie zum Suizid vorlegte und darin wie Styron in Darkness Visible auch seinen eigenen Suizidversuch schilderte. In der Sunday Times beklagte Alvarez 1991, Styrons Buch sei wenig mehr als eine Anhäufung von Gemeinplätzen und Klischees.

### Die Depression in Literatur, Kunst und Philosophie
Verweise auf die Literaturgeschichte durchziehen das Buch vom ersten bis zum letzten Satz, ganz wie sich das Thema Depression durch die Literatur- und Kunstgeschichte wie ein „roter Faden des Leids“ zieht – Versuche, ihr Ausdruck zu verleihen, erkennt Styron in den Chören von Sophokles und Aischylos, in Hamlets berühmtem Monolog, in der Dichtung von John Donne und Gerard Manley Hopkins, sowie in den Romanen von Nathaniel Hawthorne, Fjodor Dostojewski, Joseph Conrad und Virginia Woolf. Das Leiden präge die Musik von Schumann, Mahler, Beethoven und die „getragenen Kantaten“ Bachs ebenso wie viele Stiche Albrecht Dürers, die Gemälde Vincent van Goghs und die Filme Ingmar Bergmans (er nennt insbesondere Wie in einem Spiegel). An anderer Stelle erinnert ihn das Herbstlicht an Emily Dickinsons berühmtes „Licht im schrägen Fall“ (slant of light), „das sie an ihren eigenen Tod gemahnt hatte, an kaltes Verlöschen,“ wenig später will ihm Baudelaires Tagebucheintrag vom 23. Januar 1862 nicht aus dem Kopf gehen: „Ich spürte, wie ein Wind von den Flügeln des Schwachsinns über mich hinstrich.“ Wie Kathlyn Conway anmerkt, ist Styrons Auswahl geradezu kanonisch; es sei erstaunlich, wie viele Schriftsteller sich bei der Beschreibung ihrer Seelenqualen auf die immergleichen wenigen Referenztexte berufen, besonders auf die metaphysischen Dichter des 17. Jahrhunderts (zu denen John Donne zählt), das Buch Hiob und Dantes Göttliche Komödie. Der Buchausgabe stellte Styron seinem Bericht ein Zitat aus dem Buch Hiob (3,25–26 ) als Motto voran („Denn was ich gefürchtet habe, ist über mich gekommen, und wovor mir graute, hat mich getroffen. Ich hatte keinen Frieden, keine Rast, keine Ruhe, da kam schon wieder ein Ungemach“), mit einem Dante-Zitat beschließt er das Werk. Die deutsche Übersetzung von Willi Winkler gibt nicht das Oxymoron darkness visible, „sichtbare Dunkelheit“, wieder, das Styron als Titel wählte. Es ist ein Zitat aus der Beschreibung der Hölle im ersten Buch von John Miltons Blankversepos Paradise Lost (1667, dt. „Das verlorene Paradies“):

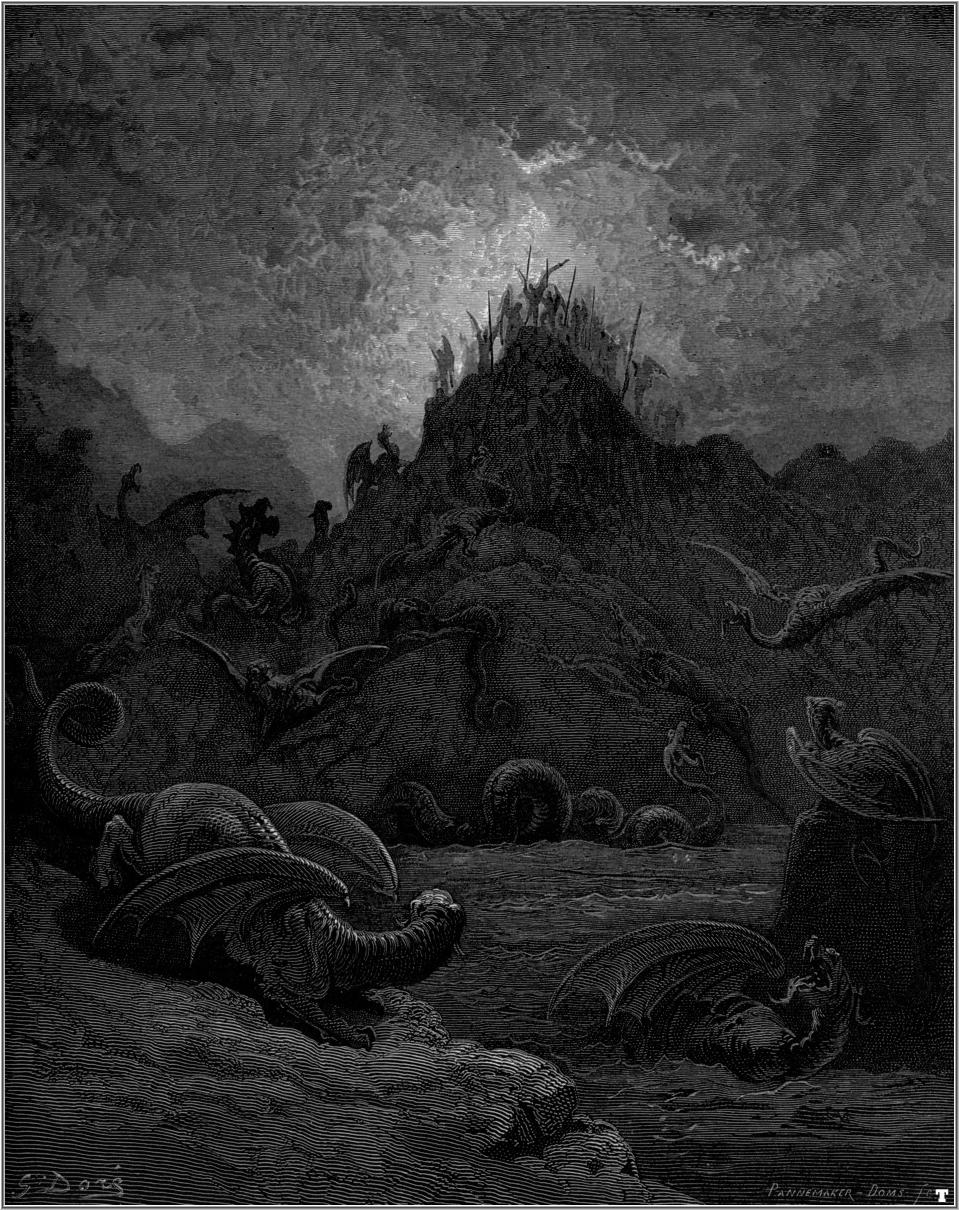
Illustration zu Paradise Lost von Gustave Doré, 1866.

| A Dungeon horrible, on all sides round As one great Furnace flam’d, yet from those flames No light, but rather darkness visible Serv’d onely to discover sights of woe, Regions of sorrow, doleful shades, where peace And rest can never dwell, hope never comes That comes to all; but torture without end Still urges, and a fiery Deluge, fed With ever-burning Sulphur unconsum’d. | „Ein fürchterlicher Kerker flammt ringsum Gleich einem mächtigen Ofen; doch kein Licht Gibt diese Glut, sichtbare Dunkelheit Vielmehr, die nur des Grams und Jammers Stätten, nur traurige Schatten zu enthüllen dient, Wo Ruh’ und Friede nimmer weilen kann, Noch Hoffnung, die sonst jedem naht, wo Qual Auf Qual sich endlos drängt, und stets sich neu Ein Feuermeer mit Schwefelmassen nährt.“ |

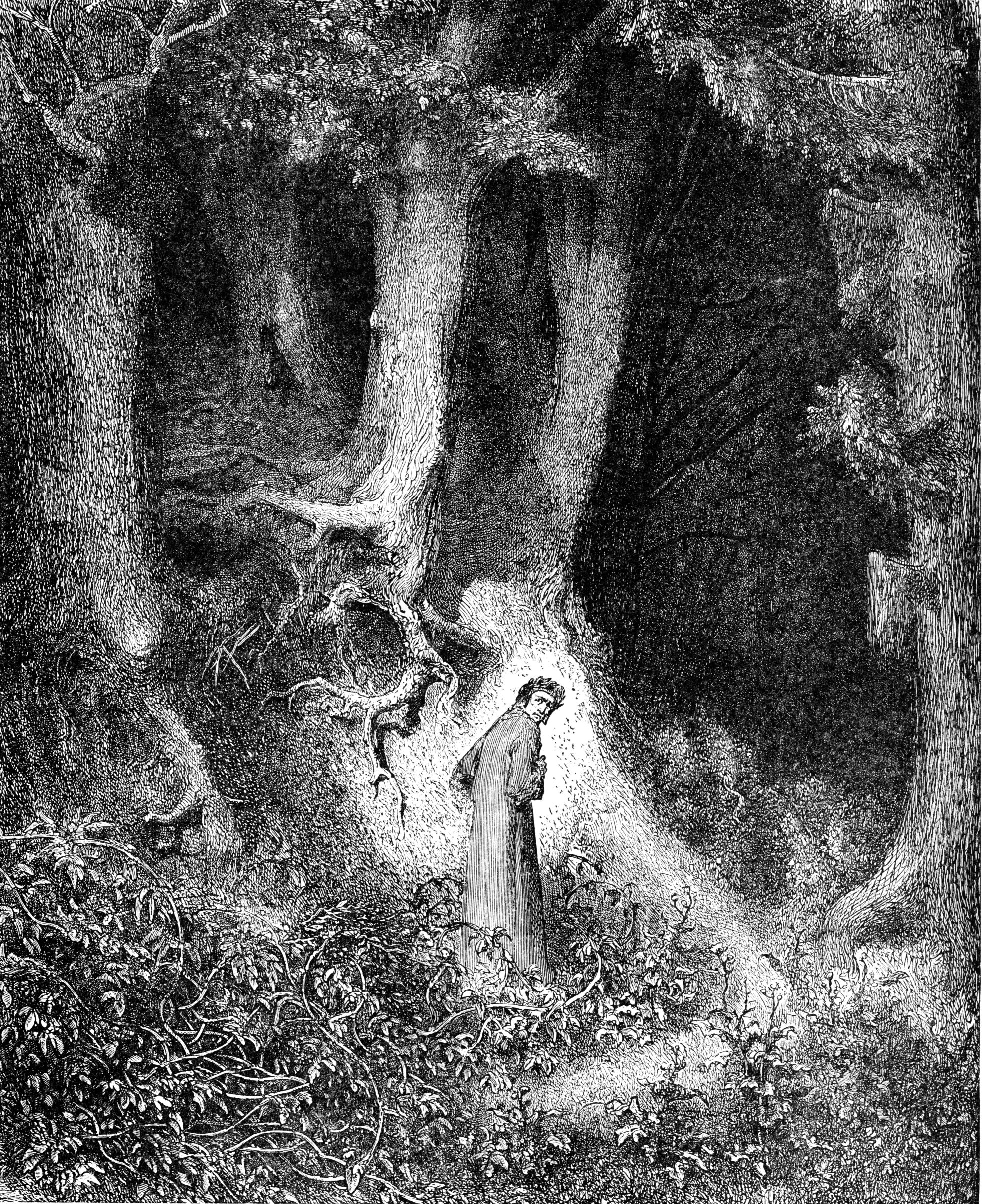
Dante verloren im Wald. Stich von Gustave Doré, 1857.

Styron räumt ein, dass er sicher nicht der erste sei, der mit den berühmten Anfangszeilen des Inferno (also des ersten Teils der Göttlichen Komödie) die „Verwüstungen der Schwermut“ beschreibe, doch sei sie für ihn noch immer „die beeindruckendste Metapher, die dieser unendlichen Qual am getreuesten Ausdruck gibt“: Nel mezzo del cammin di nostra vita/ Mi ritrovai per una selva oscura/ Ché la diritta via era smarrita („Auf dem halben Weg des Menschenlebens fand/ Ich mich in einen finstern Wald verschlagen/Weil vom rechten Weg mich abgewandt“). Doch habe diese „düstere Vorahnung“ allzu oft die Hoffnung des Verses überschattet, mit dem Dante die Höllenfahrt beschließt und mit dem auch Styron sein Buch enden lässt: E quindi uscimmo a riveder le stelle („Dann traten wir heraus und sahen wieder die Sterne“).
Eine indirekte Vorausdeutung auf Dantes allegorisches Bild vom dunklen Wald, aus dem man wieder ins Licht tritt, findet sich in Darkness Visible an der Stelle, die den dramatischen Wendepunkt der Handlung markiert und für Styron persönlich den Beginn seiner Heilung einläutet. Nachdem er bislang nur darüber gegrübelt hatte, beginnt Styron eines Dezemberabends tatsächlich, seinen Suizid vorzubereiten. Als er seine Notizbücher vernichtet, die die Nachwelt nicht zu sehen bekommen soll, läuft im Hintergrund der Fernseher. Im gezeigten Film (Styrons Biograph James W. West identifiziert ihn als The Bostonians) erklang irgendwann „eine Altstimme, eine plötzlich aufsteigende Passage aus Brahms’ ›Alt-Rhapsodie‹.“ Dieses Lied, das seine Mutter oft gesungen hatte, vermochte es, in Styron wieder Empfindungen zu wecken, und mit dem „letzten Funken Gesundheit“ erfasste er die „schrecklichen Ausmaße“ seiner Lage, weckte seine Frau und ließ sich ins Krankenhaus bringen. Brahms’ Rhapsodie für eine Altstimme (1869) ist eine Vertonung der Harzreise im Winter (1777/1789), eines der rätselhaftesten und schwermütigsten Gedichte Goethes. Das lyrische Ich bedauert dabei einen trübsinnigen, einsamen Wanderer:

„Aber abseits, wer ist’s?

Ins Gebüsch verliert sich sein Pfad,

Hinter ihm schlagen

Die Sträuche zusammen,

Das Gras steht wieder auf,

Die Öde verschlingt ihn.

Ach, wer heilet die Schmerzen

Des, dem Balsam zu Gift ward?

Der sich Menschenhaß

Aus der Fülle der Liebe trank!

Erst verachtet, nun ein Verächter,

Zehrt er heimlich auf

Seinen eignen Wert

In ungenügender Selbstsucht.“

Goethes Gedicht endet mit weiteren trostlosen Ansichten des einsamen Reisenden, doch Brahms lässt seine Rhapsodie nach der dritten Strophe mit der mehrfach vom Männerchor wiederholten Fürbitte „Erquicke sein Herz!“ enden; sie ist also wohl die Passage, von der Styron schreibt, sie habe sich „wie ein Dolch“ in sein Herz gebohrt.
Indem er sich auf Dante und Milton beruft, gibt Styron der Depression eine Sinndeutung in theologischen Begriffen: Sie stellt sich ihm – ebenso wie Auschwitz in Sophie’s Choice – als Hölle dar, als Zustand der Verdammnis, und seinen langen, aber heilenden Krankenhausaufenthalt beschreibt er als „Zwischenstation, ein Fegefeuer“. Der Verweis auf die lebensrettende Passage bei Brahms resp. Goethe lässt die Heilung als Erlösung erscheinen, an anderer Stelle beschreibt Styron seinen Zustand als einen der Gottverlassenheit und Kreuzigung. Die Vorstellung einer göttlichen Gnade – oder eines Gottes – ist Styron jedoch fremd, sein Weltbild ist vielmehr von der Philosophie des französischen Existenzialismus geprägt. Seine Aneignung theologischer Begriffe kann man so zum einen als rhetorisches Manöver verstehen, also als Metapher oder Hyperbel. Für David B. Morris stellen sich Styrons Qualen in einer gottlosen Welt aber als noch beschwerlicher dar als die christliche Hölle; während die Verdammung in das Reich der Finsternis bei Milton immerhin einem traditionellen Zweck diene, also der göttlichen Bestrafung der Sünder, kann Styron in seinem Leiden überhaupt keinen Sinn und Grund erkennen. Es sei auch noch einsamer: während Satan sich in Miltons Hölle immerhin der Gesellschaft seiner Hilfsteufel (ein Drittel des Engelsheeres) erfreuen kann, führt bei Styron die „grimmige Innerlichkeit des Schmerzes“ dazu, dass er sich niemandem mehr mitteilen kann. Ein anderer Kritiker betont hingegen, dass Styrons Werk vielleicht gottlos ist, aber nicht sinnlos, schließlich seien Darkness Visible und Sophie’s Choice erklärtermaßen aus dem Gefühl einer moralischen Verpflichtung heraus entstanden, das Böse zu benennen.

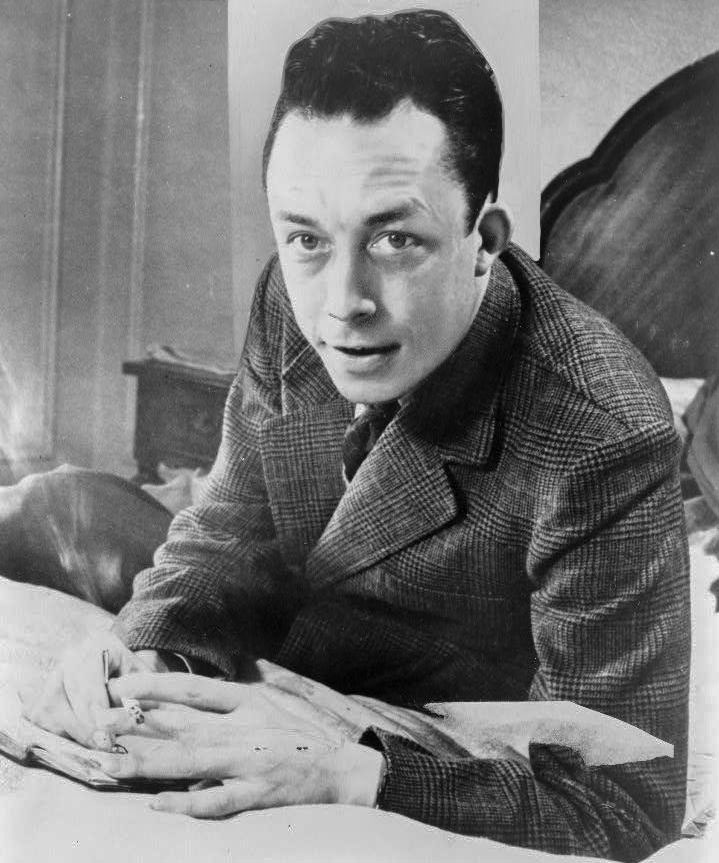
Albert Camus, 1957.

In einer längeren Passage widmet sich Styron Albert Camus, den er als prägenden Einfluss auf sein Weltbild und sein eigenes literarisches Schaffen benennt. Besonders L’Étranger (1942, dt. „Der Fremde“) habe einst seine Seele bis ins Mark erschüttert, die Lektüre von Camus insgesamt „reinigend“ auf seinen jungen Verstand gewirkt und ihn mit einer neuen Lebenslust erfüllt. Bei aller Bewunderung habe er damals aber etwa die trübsinnigen Monologe des Anwalts im Spätwerk La Chute (1956, dt. „Der Fall“) doch als arg weinerlich empfunden – heute aber sei er in der Lage zu erkennen, dass dieser „sich verdächtig wie ein Mann im Kampf mit der klinischen Depression benahm.“ Ähnlich ergeht es Styron nun mit Camus’ berühmtestem Postulat, dem Eingangssatz des Le mythe de Sisyphe (1942, dt. „Der Mythos des Sisyphos“): „Es gibt nur ein wirklich ernstes philosophisches Problem: den Selbstmord.“ Als junger Mann habe er zwar den trotzigen Lebenswillen des Werks bewundert, doch schon die Eingangshypothese, dass „jemand überhaupt nur andeutungsweise wünschen könnte, sich umzubringen,“ nicht begreifen können. 1985 aber beschlich ihn in Paris selbst unvermittelt die Gewissheit, er würde bald selbst „zu dem Schluss kommen, dass das Leben nicht mehr lebenswert sei“, und damit „die fundamentale philosophische Frage“ für sich beantworten. Nun wisse er, dass „Camus’ Äußerungen zum Selbstmord, überhaupt seine Beschäftigung mit diesem Thema, womöglich ebenso stark in einer hartnäckigen Stimmungsstörung wie in seiner Beschäftigung mit Ethik und Epistemologie gründeten,“ zumal ihm ihr gemeinsamer Freund Romain Gary bereits vor Jahren von dessen Depressionen berichtet habe.
Auch viele persönliche Umstände seines Lebens erscheinen Styron nun in einem anderen Licht und werden ihm erst jetzt erklärlich. Wie folgenschwer es ist, dass eine Depression einem Außenstehenden kaum vermittelt werden kann, erkennt Styron in der rückblickenden Erinnerung an das Jahr 1978; als sich Romain Gary und Jean Seberg für einige Zeit bei Styron einquartierten, wusste er um die Depressionen der beiden und empfand auch Mitleid, doch empfand er sie nicht als ungewöhnlich, sie waren für ihn „abstrakte Beschwerden,“ er habe damals „nicht die Spur einer Ahnung von den tatsächlichen Ausmaßen oder der Art jenes Schmerzes“ gehabt. Garys Stimme hatte den „keuchenden Klang“ eines sehr alten Mannes; 1985 beobachtete Styron, dass er nun selbst „die gleiche ältliche Stimme“ hatte, schwach, keuchend und krampfhaft, „die Stimme der Depression“. Seberg nahm sich 1979 mit einer Überdosis Tabletten das Leben; Gary, zweifacher Gewinner des Prix Goncourt, „ein Held der Republik, tapferer Empfänger des Croix de guerre, Diplomat, Lebemann, legendärer Schürzenjäger“, erschoss sich ein Jahr darauf.
Scheinbar im Widerspruch dazu beschreibt Styron sein eigenes literarisches Werk als geradezu hellsichtig: In dreien seiner Romane bringt sich ein Protagonist um, und als er sie nun erstmals seit Jahren wieder las, erschrickt Styron, wie präzise er „die Landschaft der Depression im Kopf“ beschrieben habe. Er schreibt diesen Instinkt seinem „Unbewussten, das bereits durch Stimmungsstörungen aufgewühlt war“, zu: „Damit war mir die Depression, als sie mich schließlich einholte, alles andere als fremd, nicht einmal überraschender Besuch; sie hatte bereits jahrzehntelang an meine Tür geklopft.“ Eine psychoanalytisch geschulte Kritikerin bemerkt dazu, dass Styron wohl ebenso unbewusst und unwissentlich von alleine die psychotherapeutische Methode der Schreibtherapie praktiziert habe.

### Depression als Krankheit
Das Stigma, das der Depression (und dem Suizid) noch immer anhaftet, gründet sich in der Vorstellung, dass sie letztlich ein Ausdruck der Persönlichkeit, mithin ein Charakterfehler sei. Gegen dieses Vorurteil wendet sich Styron wie schon in seinem Essay zu Primo Levi mit aller Entschiedenheit: Die Depression sei vielmehr als Krankheit zu begreifen, eine fremde Macht, die ihre Opfer gegen deren Willen befällt und jeden befallen kann, sie sei „so grunddemokratisch wie ein Plakat von Norman Rockwell“ und schlage „unterschiedslos in jeder Altersgruppe und Rasse, bei jeder Glaubensgemeinschaft und Klasse zu“ (bei Frauen jedoch häufiger als bei Männern), befalle „Schneider, Schiffskapitäne, Sushiköche, Minister“ gleichermaßen. Zwar räumt er ein, dass die Depression vielfältige Ursachen haben könne und ihre Ätiologie noch kaum erforscht sei, doch sei sie zweifelsohne eine Krankheit wie Krebs oder Diabetes, die unbehandelt oft zum Tode führt. Suizidenten wie Primo Levi sei daher ebenso wenig ein Vorwurf zu machen wie einem Krebsleidenden. Andererseits widerspricht Styrons rein klinischer Sicht der Depression die von ihm selbst geäußerte Einsicht, dass „der künstlerische Typ (der Dichter vor allem) für die Störung besonders anfällig ist.“ Er führt eine „traurige, dabei aber auch funkelnde Namensliste“ von Künstlern an, die sich das Leben nahmen: „Hart Crane, Vincent van Gogh, Virginia Woolf, Arshile Gorky, Cesare Pavese, Romain Gary, Sylvia Plath, Mark Rothko, John Berryman, Jack London, Ernest Hemingway, Diane Arbus, Tadeusz Borowski, Paul Celan, Anne Sexton, Sergei Jessenin, Wladimir Majakowski – die Liste geht weiter.“
Die Einstufung der Depression als Krankheit war seinerzeit schon in den diagnostischen Richtlinien verankert und führte tatsächlich zu einer allmählichen Enttabuisierung; sie verringert die Selbstvorwürfe und den Leidensdruck der Betroffenen und senkt die Hemmschwelle, im Falle einer Erkrankung einen Arzt aufzusuchen. Doch noch der Psychotherapeut, bei dem sich Styron zunächst in Behandlung begab, riet ihm, dass er von einer stationären Behandlung um jeden Preis absehen solle, da er ein Stigma davontragen werde. In der Gesellschaft stößt die klinische Sicht nicht überall auf Akzeptanz – etwa in der Psychoanalyse, so hielt Freud die Melancholie auch für einen Ausdruck moralischer Unzulänglichkeit (Trauer und Melancholie, 1917). Die konservative Kritikerin Carol Iannone verwarf Styrons „klinische“ Darstellung in ihrer vernichtenden Rezension von Darkness Visible für Commentary als wohlfeile Ausflüchte. All die Verweise auf Neurotransmitter, Chemikalien, Hormone, seine larmoyant dramatisierte Hilflosigkeit („Poe oder Coleridge für Arme,“ so ihr Urteil) ließen jedwede moralische Dimension vermissen; letztlich drücke er sich bloß um die Verantwortung für den eigenen Lebenswandel, insbesondere seinen Alkoholkonsum, und seine neurotische Selbstbefangenheit. Iannone vergleicht Styrons Einstellung unvorteilhaft mit dem Ethos der Anonymen Alkoholiker, die den Alkoholismus zwar ebenfalls als Krankheit verstehen, zugleich aber die eigene Willensstärke in den Mittelpunkt rücken, zudem Demut und Anonymität – wohingegen Styron noch einen Reibach mache, so wie viele andere Prominente, die, kaum aus der Reha-Klinik entlassen, schon in den Talkshows ihr Schicksal beweinen ließen.
Bei seinem Vergleich von Depression und Krebs übernimmt Styron die Argumentation, die Susan Sontag 1978 in ihrem Essay Illness as Metaphor (dt. „Krankheit als Metapher“) entworfen hatte. Sontag trat darin Versuchen entgegen, die Krankheit (insbesondere Krebs) mit dem Kranken gleichzusetzen. Ihr Aufsatz spielte in den Jahren darauf eine wichtige Rolle in der Diskussion um die AIDS-Epidemie, die vor allem homosexuelle Männer betraf und besonders in konservativen Kreisen oftmals als selbstverschuldetes Resultat mangelnder Sittlichkeit aufgefasst wurde; 1989, nur wenige Monate vor Darkness Visible, veröffentlichte Sontag den Folgeessay AIDS and Its Metaphors (dt. „Aids und seine Metaphern“). Die unerwartete Resonanz seines Artikels über Primo Levi und seine Depression („etwas, womit man heimlich und voller Scham umging“) habe ihm gezeigt, dass er geholfen hatte, „eine verschlossene Kammer zu öffnen, aus der viele herauswollten, um zu verkünden, dass auch sie die Gefühle erlebt hatten, die ich geschildert hatte“ – Styron spielt hier auf den Ausdruck coming out of the closet an, der mittlerweile auch im Deutschen als „aus dem Schrank kommen“ idiomatisch für das Coming-out des Homosexuellen ist. Der Vergleich mit der Homosexualität bot sich Styron wohl vor allem wegen des gesellschaftlichen Stigmas an, das Homosexualität und Depression gleichermaßen anhaftet, doch wie Abigail Cheever aufzeigt, kompliziert es aber letztlich Styrons Prämissen, bekräftigt doch ein Coming-out gerade die Homosexualität als konstituierenden Teil der Persönlichkeit, als Gegebenes. Für Styron stellt sich die Depression hingegen als ein Fremdes dar, das dem Selbst vorübergehend die Freiheit raubt und sich der Person bemächtigt, des Denkens und Handelns. Dem Selbst kann durch eine Heilung wieder zu seinem Recht verholfen werden, es stellt sich mithin als unveränderlich, als Essenz dar. Aus dieser Überzeugung folgt letztlich etwa auch, dass es in gewissem Sinne nicht William Styron war, der in Paris seine Gastgeber versetzte, und es auch nicht Primo Levi „selbst“ war, der sich das Leben nahm. Cheever verdeutlicht den möglichen Widerspruch in Styrons Argumentation in einem Vergleich mit Walker Percy, einem Schriftsteller, der Styron in vielerlei Hinsicht ähnelt, besonders sind beide gleichermaßen vom französischen Existentialismus geprägt. Percy wandte sich bereits 1957 in seinem Aufsatz The Coming Crisis in Psychiatry und noch 1987 in seiner Satire The Thanatos Syndrome (dt. „Das Thanatos-Syndrom“) dezidiert gegen die zunehmende Tendenz, die Schwermut zu pathologisieren, denn gerade bei Künstlern komme eine Therapie der Aufgabe einer „authentischen Existenz,“ ja einem „Verlust des Selbst“ gleich.
Kritik an der Sicht der Depression, wie sie Styron postuliert, kommt nicht zuletzt auch seitens Autoren, die mit Michel Foucault den objektiven Geltungsanspruch von Kategorien wie „klinisch“ ablehnen und in ihnen vielmehr eine letztlich repressive Ausgrenzung „des Anderen“ (hier des Anderen der Vernunft oder Gesundheit) angelegt sehen.

## Rezeption
Schon der erste Abdruck in Vanity Fair rief eine große öffentliche Reaktion hervor und brachte Styron 1990 einen National Magazine Award für den besten Essay des Jahres ein. Nach der Publikation gab Styron über Jahre hinweg vielerorts Lesungen sowie zahlreiche Interviews zum Thema Depression in Presse und Rundfunk. Das mediale Interesse an ihm nahm ein solches Ausmaß an, dass er zwischenzeitlich fürchtete, als „Guru der Depression“ zu erscheinen, so dass er auch einige Einladungen ausschlug, doch meldete er sich aus einem gewissen Pflichtbewusstsein heraus immer wieder zu Wort; so veröffentlichte er im Januar 1993 in The Nation den Artikel Prozac Days, Halcion Nights, in dem er zum einen über seine lebensgefährlichen Erfahrungen mit dem Schlafmittel Halcion berichtete, zum anderen in scharfen Worten den Pharmakonzern Upjohn für die Verbreitung und die Food and Drug Administration für die Zulassung dieses Medikaments kritisierte. Die Buchfassung erreichte nach ihrer Veröffentlichung die Spitze der Bestsellerliste der New York Times in der Sparte Non-Fiction (Sachliteratur); dies war ihm zuvor schon 1967 mit The Confessions of Nat Turner sowie 1979 mit Sophie’s Choice gelungen, jedoch immer in der Sparte Fiction, also „schöne Literatur“. Für Styrons literarische Reputation nimmt sich der andauernde Erfolg von Darkness Visible indes, wie einige Kommentatoren bemerken, etwas zwiespältig aus: Während seine langen, dichten Romane immer seltener gelesen werden, ist Darkness Visible heute sein bekanntestes Werk. Einen Eindruck davon, welche Breitenwirkung das Buch entfaltete, gibt eine Anekdote, die Christopher Hitchens in seiner Autobiographie Hitch-22 (2010) schildert. Eines Tages aß er mit Styron in einem recht schäbigen Etablissement in Hartford, Connecticut, zu Mittag:

„Bei diesem Dinner bediente uns ein erbärmlich bedrückter, pickeliger Jüngling mit strähnigem Haar. Als er mit Bills Kreditkarte zurückkam, bemerkte er, dass der Name darauf fast wie der eines berühmten Schriftstellers laute. Bill sagte nichts. Ausdruckslos fügte der Junge an: »Er heißt William Styron.« Ich überließ das Ganze Bill, der sich aber erneut zurückhielt, bis der Jüngling schließlich nüchtern feststellte: »Jedenfalls hat der Typ mein Leben gerettet.« Da lud Styron ihn ein, Platz zu nehmen, und konnte ihm glaubhaft versichern, dass er am selben Tisch wie der Autor von Darkness Visible saß. Es geschah eine regelrechte Verwandlung mit dem Jungen. Er erzählte, wie er die dringend benötigte Hilfe gesucht und gefunden hatte. »Passiert dir das oft?« fragte ich Styron später. »Ach, die ganze Zeit. Mich ruft sogar die Polizei an und fragt, ob ich mit dem Mann sprechen könnte, der gerade zu springen droht.«“

Zwar hatten schon vor Styron einige bekannte amerikanische Schriftsteller ihre Erfahrungen mit Depressionen zu Papier gebracht, so etwa F. Scott Fitzgerald in seiner Essayserie The Crack-Up (1936) und Sylvia Plath in ihrem einzigen Roman The Bell Jar (1963), doch wird Styron heute oft als Begründer der depression narrative als literarisches Genre angesehen. Seit Darkness Visible sind zahlreiche Erfahrungsberichte von Depressionspatienten erschienen, die dank der großen Nachfrage der amerikanischen Leserschaft für „schonungslos ehrliche“ Autobiographien (tell-all) oft eine breite Leserschaft erreichen, zu nennen sind etwa Elizabeth Wurtzels Prozac Nation (1994, verfilmt 1996), Kay Redfield Jamisons An Unquiet Mind (1995), Lewis Wolperts Malignant Sadness (1999), Andrew Solomons The Noonday Demon (2001, ausgezeichnet mit dem National Book Award), Ned Vizzinis It’s Kind of a Funny Story (2006) und Siri Hustvedts The Shaking Woman or A History of My Nerves (2009). Hervorzuheben sind außerdem die fiktionalisierten Beschreibungen der Depression im Werk von David Foster Wallace (Infinite Jest, 1995, und The Depressed Person, 1999), der sich 2008 das Leben nahm, womit das Thema einmal mehr in den Fokus des amerikanischen Literaturbetriebs rückte. Zahlreiche Kommentatoren verwiesen zum Vergleich auf Darkness Visible als kanonischen Text. Zu Vergleichen regte auch Joan Didions The Year of Magical Thinking (2005) an. In diesem Buch setzte Didion sich in ganz ähnlicher Weise wie Styron mit der Depression als Erfahrung der Trauer nach dem Tod ihres Mannes auseinander; sie erwähnt in ihren Erinnerungen wohl nicht ganz zufällig, dass Dunne zuletzt Sophie’s Choice las. Der Psychiater Peter D. Kramer weist aber auf zwei gewichtige Unterschiede hin: Der Trauer haftet im Gegensatz zur Depression kein gesellschaftliches Stigma an, zum anderen ist sie eine sehr persönliche, also kaum generalisierbare Erfahrung. Depressionen erschienen zwar auch in verschiedenen Formen, aber immerhin seien die Symptome doch einheitlich genug, um eine „ikonische“ Darstellung zu erlauben. Dies leiste Darkness Visible; über Jahre habe er selbst seinen Patienten geraten, dieses Buch ihren Verwandten zum Lesen zu geben, „um das Unerklärliche zu erklären,“ auch habe er in seiner Praxis stets ein Exemplar vorrätig gehabt.
Kritische Stimmen bemängeln vor allem, dass Darkness Visible keineswegs der „schonungslos ehrliche“ Erfahrungsbericht ist, der er vorgibt zu sein. Sowohl seine Frau Rose Styron als auch seine Tochter Alexandra Styron haben Versionen der Geschehnisse des Jahres 1985 und darüber hinaus veröffentlicht, die der Darstellung in Darkness Visible widersprechen. So verschweigt Styron, dass er 1988 eine weitere schwere depressive Episode durchlitt und womöglich einen weiteren Suizidversuch unternahm, und in psychotherapeutische Behandlung begab er sich schon vor seinem Paris-Aufenthalt. Alexandra Styron zufolge ist auch die Darstellung falsch, dass ihr Vater in jener Dezembernacht aus eigenem Antrieb (mit seinem „letzten Funken Gesundheit“) seine Frau weckte, um einen Arzt zu suchen, sie erinnert sich vielmehr daran, wie er über Stunden mit zerzausten Haaren lauthals durch die Wohnung tobte, sein Los und seine Sünden beklagte und seine Familie wie von Sinnen immer wieder anflehte, ihn nicht zu hassen, bis die Tochter ihrer Mutter das Wort „Krankenhaus“ zuflüsterte. Problematisch ist die Diskrepanz zwischen Autor und Erzähler, zwischen Realität und Repräsentation, in Darkness Visible mehr als in anderen literarischen und auch autobiographischen Texten Lee Zimmerman zufolge, gerade weil Styrons Text auch in psychiatrischen Fachkreisen als kanonisch gilt und das öffentliche Bild der Krankheit bis heute prägt, aber ein verzerrtes Bild der Depression zeichnet oder zumindest nur eine ihrer zahlreichen Erscheinungs- und Verlaufsformen darstellt; Zimmermann, der selbst an Depressionen litt, fand sich im Text zumindest nicht wieder, seine Lektüre bezeichnet er vielmehr als „deprimierend“. Er sieht in Styrons beruhigender Bekräftigung, dass Depression „überwunden“ werden könne, sogar den Keim einer Stigmatisierung derer angelegt, denen dies nicht „gelingt“.

### Ausgaben
- Darkness Visible. In: Vanity Fair, Dezember 1989, S. 212–286; online ist diese Fassung unter Darkness Visible verfügbar.
- Darkness Visible: A Memoir of Madness. Random House, New York 1990, ISBN 0-394-58888-6.
  - Neuausgabe: Modern Library, New York 2007, ISBN 0-679-64352-4.
- Sturz in die Nacht. Die Geschichte einer Depression. Aus dem Amerikanischen von Willi Winkler. Kiepenheuer & Witsch, Köln 1991, ISBN 3-462-02088-9.
  - Neuausgabe: Ullstein, Berlin 2010, ISBN 978-3-550-08829-2.
  - Ein Auszug aus Winklers Übersetzung erschien am 22. Februar 2011 im Magazin Spiegel Wissen 1/2011 und ist online unter Sturz in die Nacht Die Geschichte einer Depression (8 Seiten) nachzulesen.

### Sekundärliteratur
- Jeffrey Berman: Surviving Literary Suicide. University of Massachusetts Press, Amherst 1999. ISBN 1-55849-195-3
- Abigail Cheever: Prozac Americans: Depression, Identity, and Selfhood. In: Twentieth Century Literature 46:3, 2000. S. 346–368.
- Elisabeth El Refaie: Looking on the Dark and Bright Side: Creative Metaphors of Depression in Two Graphic Memoirs. In: a/b: Auto/Biography Studies 29:1, 2014, S. 149–174.
- Suzanne England et al.: “The Speech of the Suffering Soul”: Four Readings of William Styron’s Darkness Visible. In: Psychoanalytic Social Work 13:1, 2006. S. 1–19. doi:10.1300/J032v13n01_01
- Peter Fulham: How Darkness Visible Shined a Light: Twenty-five years ago, William Styron's autobiography drew attention to the reality of depression. In: The Atlantic (Onlineausgabe), 7. Dezember 2014.
- Kerry Kidd: Styron Leaves Las Vegas: Philosophy, Alcohol and the Addictions of Experience (PDF; 70 kB). In: Janus Head 6:2, 2003. S. 284–297.
- Jermaine Martinez: Rhetorical Dimensions of 20th-century Depression Memoirs: Sylvia Plath's The Bell Jar, William Styron's Darkness Visible, & Kay Redfield Jamison's An Unquiet Mind. Dissertation, University of Illinois at Urbana-Champaign 2016.
- Thomas J. Schoeneman et al.: “The Black Struggle”: Metaphors of Depression in Styron’s Darkness Visible. In: Journal of Social and Clinical Psychology 23:3, 2004. S. 325–346. doi:10.1521/jscp.23.3.325.35454
- Andrew Stubbs: The Script of Death: Writing as Addiction in William Styron’s Darkness Visible. In: Kenneth Gordon und Béla Szabados: Writing Addiction: Towards a Poetics of Desire and Its Others. Canadian Plains Research Center, University of Regina 2004. S. 115–134. ISBN 0-88977-176-6
- Simon Thomas Walker: Spinoza, Styron, and the Ethics of Healing. In: Journal of Bioethical Inquiry 11:2, 2016, S. 153–160.
- Lee Zimmerman: Against Depression: Final Knowledge in Styron, Mairs, and Solomon (PDF; 291 kB). In: Biography 30:4, 2007. S. 465–490.